# Gypona rectana
Gypona rectana är en insektsart som beskrevs av Delong 1980. Gypona rectana ingår i släktet Gypona och familjen dvärgstritar. Inga underarter finns listade i Catalogue of Life.